# Francisco Jiménez de Tejada

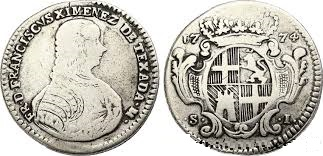
Moneda de plata acuñada durante el periodo en que Francisco Ximénez de Tejada y Eslava (1703-1775) fue Príncipe gobernante en las Islas de Malta y Gozo, entre 1773 y 1775. Fue igualmente Gran Maestre de la Soberana y militar Orden de San Juan de Jerusalén, Rodas y Malta en ese periodo. ARCHIVO DE LOS MARQUESES DE XIMÉNEZ DE TEJADA. (MADRID)

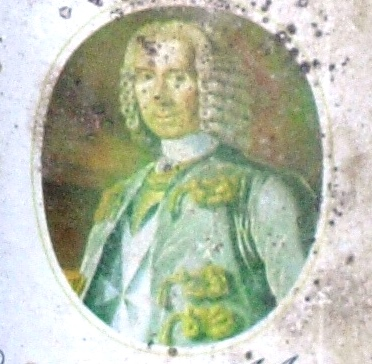
Francisco Ximénez de Tejada y Eslava. (1703-1775) fue Príncipe de Malta y de Gozo, y Gran Maestre de la Soberana y militar Orden de Malta entre 1773 y 1775. En la imagen una parte de su retrato realizado por el pintor Antoine de Favray, que fue utilizado por su heredero el marqués de Ximénez de Tejada Juan Fernández de Navarrete López de Montenegro, para realizar una edición limitada de vinos con su efigie en el. ARCHIVO DE LOS MARQUESES DE XIMÉNEZ DE TEJADA. (MADRID).

Francisco Ximénez de Tejada y Eslava, (Funes, Navarra, 13 de octubre de 1703-Nápoles, 9 de noviembre de 1775). Aristócrata español que fue Príncipe de la Isla de Malta y de Gozo  y llegó a ser el 69.º Gran maestre de la Orden de Malta, entre el 28 de enero de 1773 y el 9 de noviembre de 1775.
Es el último Gran Maestre español de la orden de Malta hasta la fecha, y es el último Gran maestre de la época dorada previa a las guerras napoleónicas y posterior dominio inglés, que cambió de forma determinante el poder y funcionamiento de la Orden de Malta, hoy denominada  oficialmente "Soberana y Militar Orden de Malta", históricamente también conocida como Orden Hospitalaria de San Juan de Jerusalén.
Dados los cambios ortográficos aprobados por la Real Academia Española durante el siglo XIX, su primer apellido aparece escrito de diferentes formas, siendo todas ellas correctas: Ximénez de Tejada, Ximénez de Texada, Ximénes de Texada - esta última aparece en los documentos y monedas emitidos en la isla de Malta mientras fue príncipe y Gran Maestre de la Orden de San Juan de Jerusalén-, o también Jiménez de Tejada, una vez transformada la ortografía del español cuando a principio del siglo XIX "se quitaron los sonidos de J a la X" tras lo cual los apellidos de Ximenez de Texada transformaron su ortografía. Dependiendo del momento en que fuera escrito el documento figuran con escrituras diversas anteriormente mencionadas, todas ellas válidas.
En cualquier caso el título de marqués, concedido a la familia del Gran Maestre -en la persona de su hermano Pedro Ximénez de Tejada y Eslava- tras el fallecimiento de Francisco de Ximénez de Tejada, figura hoy en día en el libro oficial del Ministerio de Justicia español escrito como marquesado de Ximénez de Tejada, por lo que en la actualidad es la denominación más utilizada en los documentos públicos escritos en español.

## Biografía
Era hijo de Diego Ximénez de Tejada López de Mirafuentes, señor de Tejada y de Valdeosera, caballero de la orden de San Juan de Jerusalén -u orden de Malta- y de Clara Eslava Vicuña. El padre de su madre era "D. Fausto de Eslava, que, nacido en Pamplona, era dueño del Palacio de Berriosuso, es decir, la principal persona del lugar, señor de las jurisdicciones civil y criminal y de diferentes pechas y vecindades foranas, con asiento en las Cortes de Navarra, en el brazo militar de los caballeros."

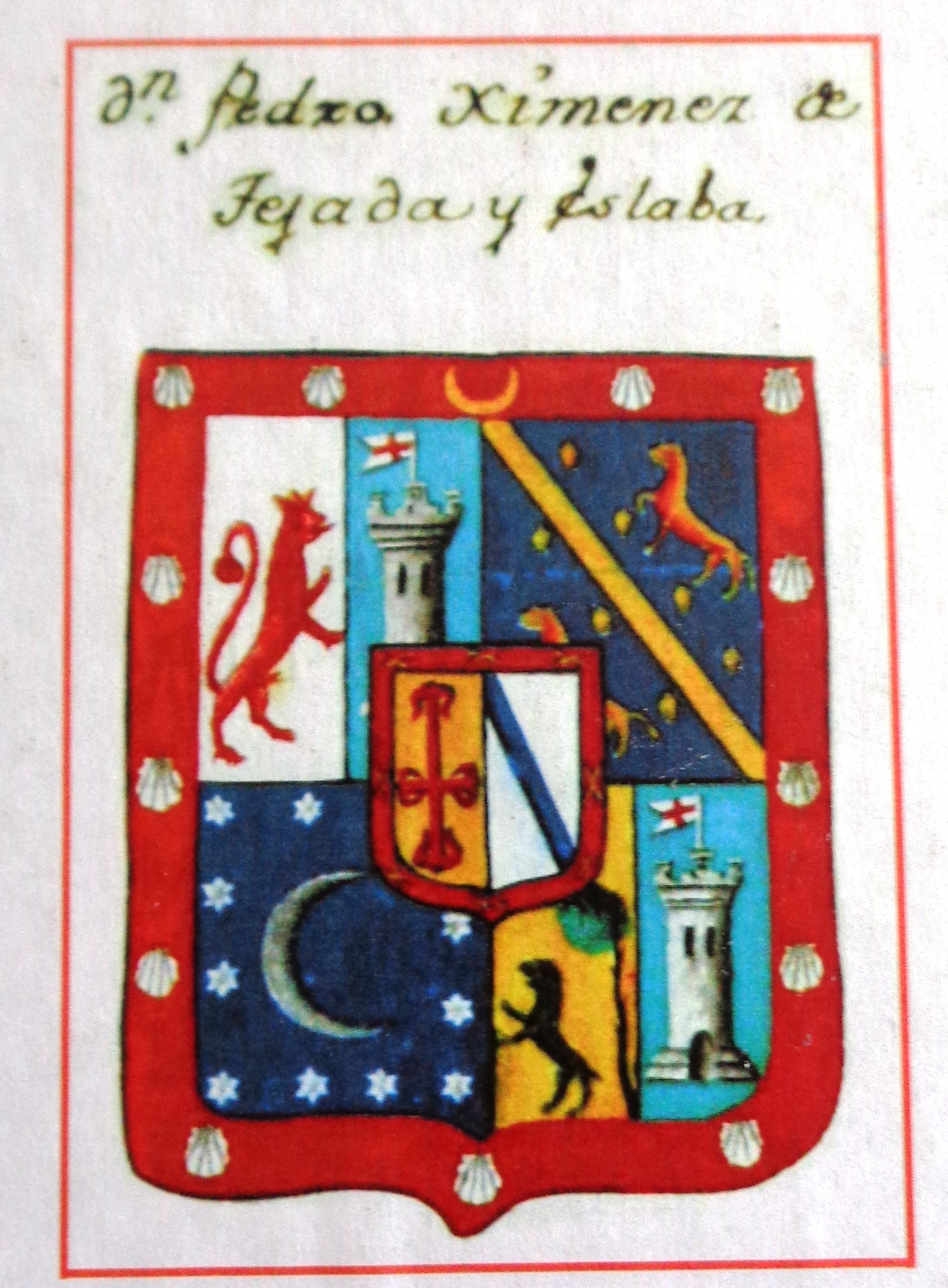
Armas de Pedro Ximénez de Tejada y Eslava -hermano del Príncipe de Malta Francisco Ximénez de Tejada y Eslava (1703-1775)y Gran Maestre de la Orden de San Juan de Jerusalén, de Rodas y de Malta - que luego sería el I Marqués de Ximénez de Tejada

Ingresa en la Orden de Malta en 1720 en Navarra la Lengua de Aragón. Fue caballero, comendador, bailío y Gran prior de Navarra de la Orden de Malta, y posteriormente fue elegido Gran maestre de dicha Orden.

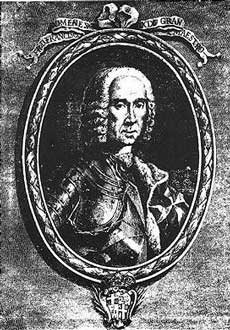
Francisco Ximénez de Tejada y Eslava (1703-1775). Príncipe de Malta y de Gozo (1773-1775) y Gran Maestre de la Soberana Orden de San Juan de Jerusalén, de Rodas y de Malta en igual periodo.

En la mayoría de libros que valoran su gobierno, escrito por autores franceses, ingleses o incluso norteamericanos, se suele leer que fue uno de los Gran Maestres más odiados tanto por los caballeros de la Orden como por la población de la Isla de Malta, ya que sus reformas económicas y militares constituyeron un "rotundo fracaso".
Se dice únicamente que fue altamente impopular, dado que durante su mandato se produjo la llamada revuelta de los sacerdotes, encabezada por Gaetano Mannarino, que fue aplastada.
El 9 de septiembre de 1775 se produjo una sublevación en La Valeta contra el maestre y los capellanes de la Orden se apoderaron del Fuerte de San Telmo.
Sin embargo, no todos los autores refrendan esta visión del gobierno de Francisco Ximénez de Tejada y Eslava al frente de la isla de Malta y de la Orden de San Juan de Jerusalén.
Según se observa en la obra del marqués de Lema de 1913, no parecen muy mesurados los juicios posteriores sobre su persona, que difieren de las valoraciones de coetáneos también en el siglo XVIII:
" Sus condiciones hubieron de revelarse bien pronto. Á una clara inteligencia, á un carácter tranquilo, pero entero, unió lo que era más apreciable y no tan común una virtud acendrada, cualidades que le llevaron paso a paso por todos los grados de la jerarquía de su Orden: caballero, comendador, bailío, prior de Navarra dentro de la Lengua de Aragón, miembro después, y en representación de ésta, del Consejo Supremo que asistía al Gran Maestre." 

Y los juicios sobre el carácter de Francisco Ximénez de Tejada su y sobre condiciones en el siglo XVIII eran muy positivos:
"Que en esta opinión de virtud y de carácter disfrutaba muéstranlo las declaraciones de sus contemporáneos. En la "Serie cronológica dei Grandi maestri coi loro rittrati" [Serie cronológica de los Grandes Maestres con su retrato] , publicada en roma en el mismo año de la elección de nuestro personaje (1773), Domenico de Rossi se expresaba así:"
"Fr. Don Francisco Ximénez de Tejada de la Lengua de Aragón, después de haber dado en la Orden larga prueba de su virtud, fue por nombrado por común consenso en el puesto de gobierno de la misma. Entre los múltiples méritos que adornan su alma, y especialmente admirados se muestran una suma probidad unida a la placidez imperturbable, por la cuyas dotes , así como por su madurez y prudencia, todos anticipan una gran felicidad durante un gobierno que desean dure largos años. 
Lo cierto es que en la historia escrita a posteriori escrita durante los siglos XIX y XX, que critica e incluso pretende presentar a Ximenez de Tejada como un ser iracundo, sin mesura alguna, parece existir una gran carencia de imparcialidad por la mayoría de autores. Así lo señala el marqués de Lema en 1913.
" No están tan unánimes los escritores al juzgar sus cualidades después haber gobernado los tres escasos años que le cupo en suerte ejercer el supremo mando de la Orden. Advertimos primeramente que para formar juicio exacto de este Gran Maestre y de su gobierno no se cuenta con el número ni con la calidad de los escritores que ilustraron épocas más lejanas, ya que los clásicos de la Orden son todos más antiguos" 
El marqués de Lema se refiere a continuación a la tradicional "denigración" que de lo español y de lo portugués han hecho habitualmente autores franceses -e ingleses- una vez que estos dos imperios dominantes en el mundo occidental empiezan a decaer relativamente frente a sus tradicionales enemigos:
"Al aludir à esa falta de conformidad [sobre el juicio negativo del gobierno de Francisco Ximénez de Tejada entre 1773 y 1775] tengo en cuenta lo que bastantes años después en 1829, Villeneuve Bargemont, en su obra titulada "Monuments des grands-Maîtres de l'ordre de Saint Jean de Jerusalem" [Monumentos de los Gran mestres de de la Orden de San Juan de Jerusalén], estampó al tratar de Jiménez de Tejada. Atenúa la impresión de sus juicios al observar cómo denigra y condena ese autor toda la época que media entre el gran Magisterio de Vignancourt y el de Rohan, el sucesor de Jiménez [de Tejada], y durante y durante ese periodo figuraron antes de éste Vilhena, Despuig y Pinto, es decir dos portugueses y dos españoles, por lo visto todos dignos de censura en su dirección de la Orden y aun en sus personas, formando contraste con los otros dos grandes Maestres citados, de nacionalidad francesa , por lo que puede inferirse que Villeneuve más respondió en su crítica á un exagerado amor patrio que la imparcialidad "
Es por lo tanto esa conclusión del marqués de Lema en 1913 "[...] por lo que puede inferirse que Villeneuve más respondió en su crítica á un exagerado amor patrio que la imparcialidad ", la que debe llevar a poner en duda los juicios tan exacerbados, y que tanto difieren de los valores en el carácter observados por los autores coetáneos como Domenico de Rossi anteriormente citados, que convivieron con Francisco Ximénez de Tejada durante su gobierno en 1773.
Entre los libros que hay que reseñar entre este grupo de obras que denigran de forma desmesurada el gobierno de Francisco Ximénez de Tejada y Eslava está el titulado "The Knights of Malta" escrito por H.J.A Sire. Más que un juicio equilibrado parece basarse , e incluso incrementar la denigración de la personalidad de Ximénez de Tejada.
Francisco Ximénez de Tejada y Eslava , 69.ª gran Maestre de la Orden de Malta, Murió en Nápoles el 9 de noviembre de 1775, y fue enterrado en la Concatedral de San Juan de La Valeta, en la Isla de Malta.
Años después de su muerte, el rey Carlos IV de España, en 1794 concedió el marquesado de Ximénez de Tejada a su hermano Pedro Ximénez de Tejada y Eslava, también Prior y Bailío de Navarra en la Lengua de Aragón de la Orden de Malta .
Su sobrino nieto Martín Fernández de Navarrete y Ximénez de Tejada (1765-1844), ingresó Caballero de la Orden de Malta en 1777, y sería uno de los eruditos más importantes del siglo XVIII y XIX españoles, además de ser Director de la Academia de la Historia, Senador y Consejero de Estado.
Vivió en épocas turbulentas como el final del reinado de Carlos III, y los posteriores de Carlos IV, Fernando VII e Isabel II . Martín Fernández de Navarrete pasó a la posteridad fundamentalmente posiendo conocido como un gran enciclopedista, ilustrado, en su función de miembro y director luego Director de la Real Academia de la Historia (RAH) desde 1824., también Vice-protector de Real Academia de Nobles Artes de San Fernando, y Decano de la Real Academia Española (RAE).
Hoy en día la herencia de Francisco Ximénez de Tejada y Eslava y de Martín Fernández de Navarrete y Ximénez de Tejada sigue presente en los parientes de ambos, de apellido "Fernández de Navarrete" que también mantienen tradición del apellido "Ximénez de Tejada" en su descendencia común, entre otras ramas genealógicas a través del marquesado de Ximénez de Tejada.
| Predecesor: Manuel Pinto de Fonseca | Gran maestre de la Orden de Malta 1773 - 1775 | Sucesor: Emmanuel de Rohan-Polduc |